# Tevfik Esenç
Tevfik Esenç (ejtsd: [tevfik eszencs], 1904 – 1992. október 7.) cserkesz származású török földműves volt, aki arról vált híressé, hogy az ubih nyelv utolsó ismert beszélője, és részt vett az e nyelvvel kapcsolatban folytatott kutatásokban.
Egy ideig nagyszüleinél nevelkedett, utána a törökországi Hacı Osman faluban polgármesterként (muhtar) tevékenykedett, majd hivatalnoki beosztást kapott Isztambulban. Ott találkozott Georges Dumézil francia nyelvésszel, akivel kiemelkedő munkát végzett nyelve feljegyzése és megörökítése érdekében. Kiváló memóriával rendelkezett, s ennek köszönhetően ő volt Dumézil és az őt látogató többi nyelvész számára az elsődleges adat- és információforrás nemcsak az ubih nyelv, hanem a mitológia, a kultúra és a szokások tekintetében is. Ezen kívül nemcsak az ubih nyelvet beszélte, hanem folyékonyan beszélt törökül is, valamint beszélte az adigé nyelv hakuchi dialektusát, ami a kutatók számára lehetővé tette a két kaukázusi nyelv közötti összehasonlító munkát. Purista volt, s egyes nyelvészek az ő idiolektusát tekintették az ubih nyelv sztenderd és irodalmi változatának.
Esençet 1992-ben, 88 éves korában érte a halál. Azt szerette volna, ha sírján a következő felirat szerepelne:

„Ez Tevfik Esenç sírja. Az utolsó ember, aki képes volt azt a nyelvet beszélni, melyet ubihnak neveztek.”